# Lalande 21185
Lalande 21185 (GJ 411) es el nombre de la cuarta estrella más cercana a nuestro Sol después de Alfa Centauri, la estrella de Barnard y Wolf 359. A pesar de su cercanía, solo tiene magnitud aparente +7,47 y no es visible a simple vista, aunque sí con cualquier telescopio pequeño.
Se la localiza en el rincón sureste de la constelación de la Osa Mayor, al noroeste de Alula Borealis (ν Ursae Majoris) y al noreste de Praecipua (46 Leonis Minoris). Fue descubierta por Joseph-Jérôme Lefrançais de Lalande, quien fuera director del Observatorio de París.

## Características
Lalande 21185 es una enana roja de tipo espectral M2.0V cuya temperatura efectiva es de 3526 K.
Tiene una masa y un diámetro algo menores que la mitad de los del Sol. Su luminosidad apenas corresponde al 2 % de la luminosidad solar y su metalicidad —abundancia relativa de elementos más pesados que el helio— equivale al 52 % de la que tiene el Sol ([M/H] = -0,28). Moviéndose perpendicularmente al plano galáctico a una velocidad de 47 km/s, se piensa que Lalande 21185 es una estrella de las llamadas del disco grueso galáctico. Estas suelen ser estrellas antiguas con baja metalicidad que se mueven en órbitas muy excéntricas alrededor de la galaxia. Aunque mucho más antigua que el Sol —cuya edad es de unos 4600 millones de años—, se piensa que la edad de Lalande 21185 no supera los 10 000 millones de años. Asimismo, está catalogada como una estrella fulgurante.
Lalande 21185 se encuentra a 8,31 años luz del sistema solar y dentro de 20 000 años se encontrará a solo 4,7 años luz de la Tierra.
La también enana roja Wolf 359, a 4,7 años luz, es la estrella conocida más próxima a ella.

## Posible sistema planetario
El análisis de perturbaciones astrométricas de datos de placas fotográficas obtenidas entre 1930 y 1984 ha llevado a pensar que pueden existir al menos dos planetas de un tamaño comparable al de Júpiter orbitando alrededor de Lalande 21185.
Sin embargo, posteriores medidas de la velocidad radial no han podido confirmar la presencia de dicho sistema planetario.
El primero de los posibles planetas, denominado Lalande 21185 b, estaría a 2,2 UA de la estrella y su masa mínima sería 9/10 de la masa de Júpiter, mientras que el segundo, Lalande 21185 c, con una masa al menos 1,6 veces mayor que la de Júpiter, se movería a 11 UA de la estrella.
Ambos planetas se encontrarían más allá de la zona de habitabilidad del sistema, cuyo extremo exterior se sitúa a 0,27 UA de la estrella.
Asimismo, si la masa del segundo planeta no ha sido subestimada significativamente, podría existir un tercer planeta en una órbita aún más externa.